# Stenotritidae
Stenotritidae – najmniejsza z formalnie rozpoznanych rodzin z nadrodzin pszczół. Zalicza się do niej zaledwie 21 gatunków w dwóch rodzajach. Wszystkie gatunki żyją w Australii.

## Charakterystyka rodziny
Stenotritidae są to duże, gęsto owłosione pszczoły, które potrafią szybko latać. Gnieżdżą się w ziemi.
Główną cechą odróżniającą Stenotritidae od lepiarkowatych jest brak rozdwojonego języczka, co dla lepiarkowytych jest cechą charakterystyczną.

## Systematyka
Historycznie Stenotritidae należała do rodziny lepiarkowatych, ale obecnie stwierdzono, że tworzą one takson siostrzany i należy im się status rodziny.
Rodzina Stenotritidae dzieli się na rodzaje:
- Ctenocolletes
- Stenotritus